# Эшке, Герман
Герман Вильгельм Беньямин Эшке (нем. Hermann Wilhelm Benjamin Eschke; 6 мая 1823, Берлин — 15 января 1900, Берлин) — немецкий художник-маринист.

## Жизнь и творчество
В 1840 году Г. Эшке поступает на обучение в мастерскую художника и профессора живописи Вильгельма Гербига. В 1841—1845 по рекомендации своего учителя посещает занятия в Прусской академии художеств. Сразу после её окончания получает место ассистента при художнике-маринисте Вильгельме Краузе, у которого работал до 1849 года. В 1849—1850 Г. Эшке в Париже ассистирует также художнику-маринисту Эжену Лепуатевену. В 1850 совершает длительное путешествие по южной Франции и Пиренеям, после чего возвращается на родину и живёт как свободный художник. В последующие годы выезжает на эскизы как по Германии, так и по всей Европе (на Капри в 1871, Норвегия в 1877, Уэльс 1883, остров Джерси в 1868 и 1886 и др.). Сделанные во время этих путешествий зарисовки становятся затем основой для морских пейзажей Г. Эшке. Совместно со своим сыном Рихардом Эшке, мастер становится автором фресок Императорской панорамы в Берлине «Демонстрация германского флота у берегов Занзибара» и диорамы «Завоевание Новой Гвинеи».
Г. Эшке был присвоен почётный титул «Королевский профессор». Его творчество было отмечено золотой медалью «Союза берлинских художников». Среди многочисленных учеников Г. Эшке следует назвать и двух его сыновей, Рихарда и Оскара, вместе с которыми он выполнял заказы императорского двора. Всего же в семье художника было десять детей.

## Галерея

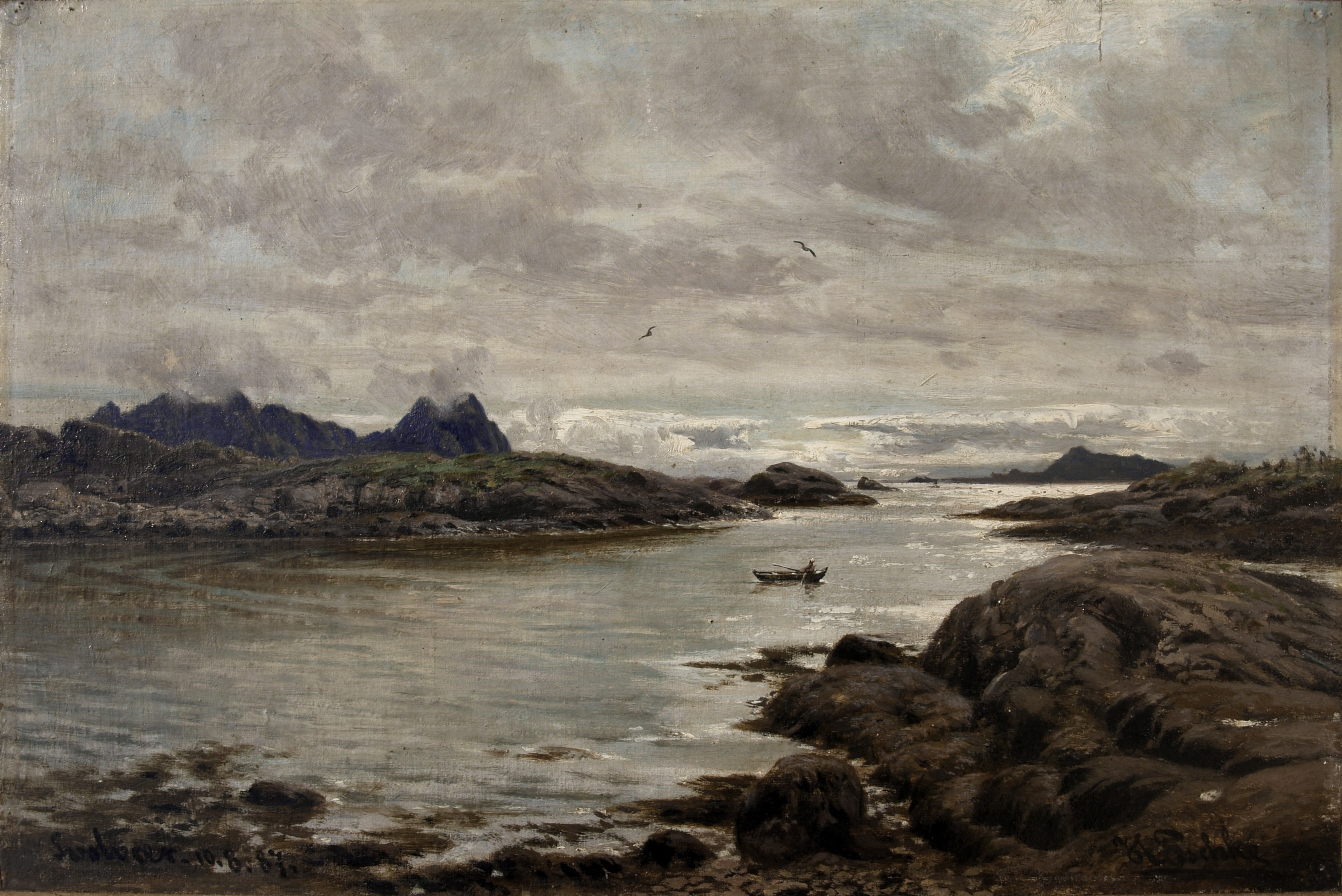
Вид со стороны Свольвера, 10 августа 1887 года
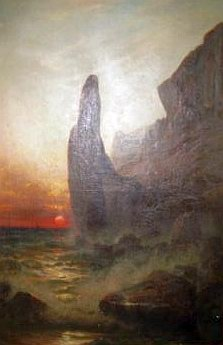
Полифем на Капри
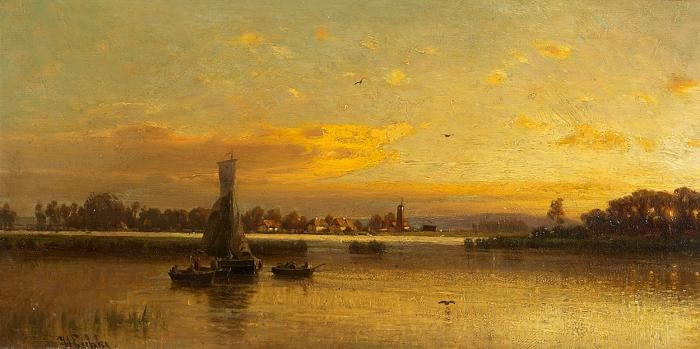
Вечернее настроение
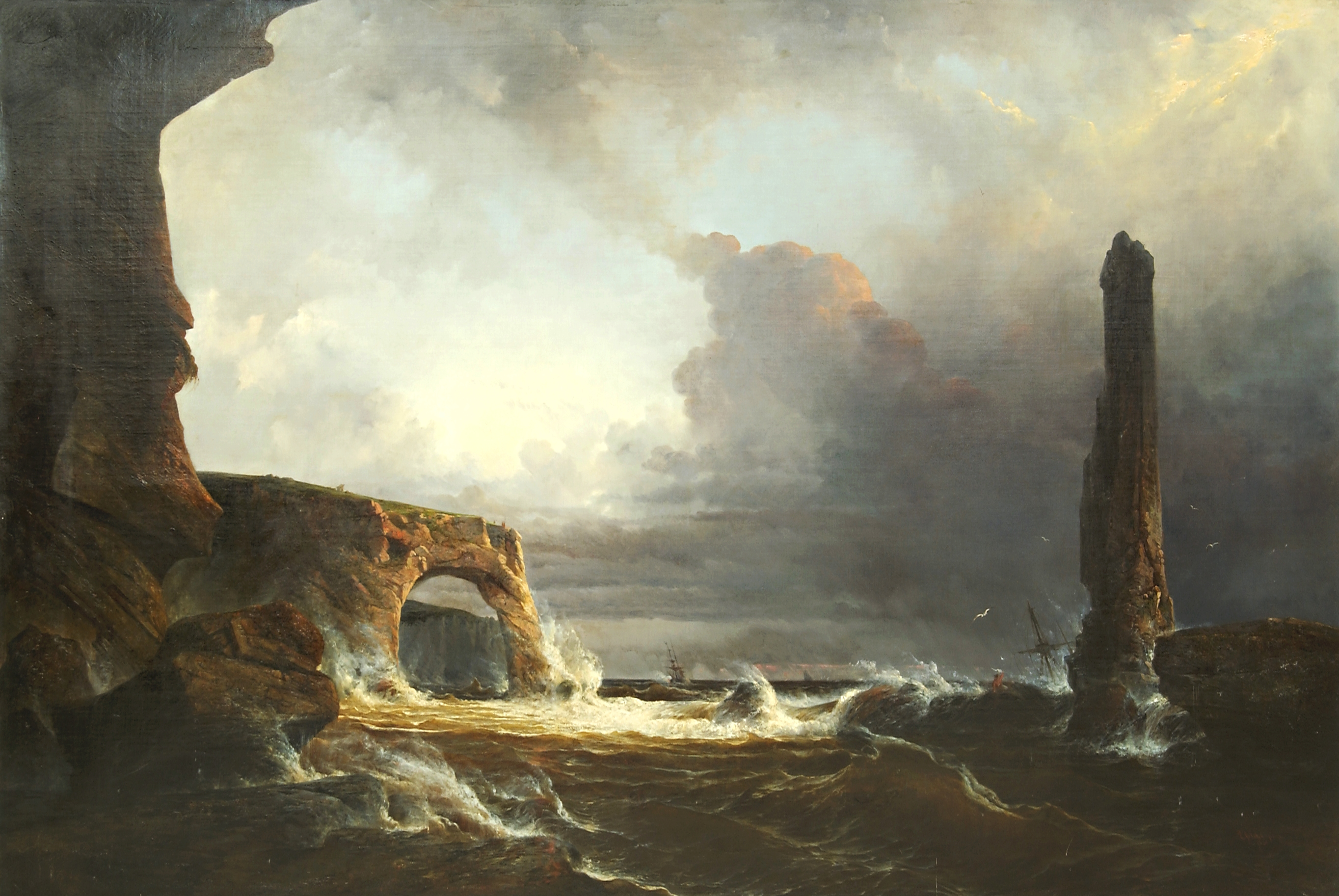
Приближающийся шторм (1851)
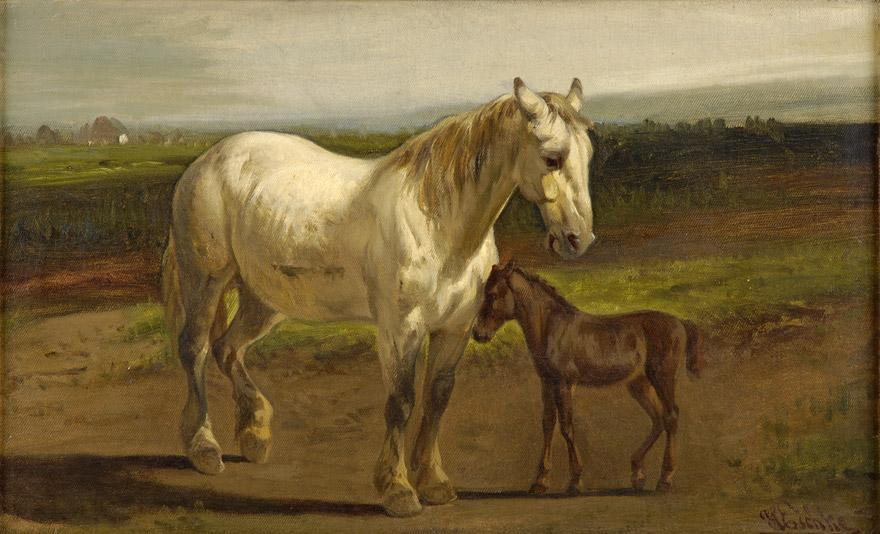
Лошадь и жеребёнок.